# Богданівська сільська рада (Яготинський район)
| Богданівська сільська рада — колишній орган місцевого самоврядування у Яготинському районі Київської області з адміністративним центром у с. Богданівка. Історична дата утворення: в 1931 році. Водоймища на території, підпорядкованій даній раді: річка Чумгак. Сільській раді були підпорядковані населені пункти: - с. Богданівка - с. Коптевичівка |

## Склад ради
Рада складалася з 14 депутатів та голови.

### Керівний склад ради
| ПІБ                             | Основні відомості                                                         | Дата обрання | Дата звільнення |
| ------------------------------- | ------------------------------------------------------------------------- | ------------ | --------------- |
| Романенко Людмила Олександрівна | Сільський голова, 1948 року народження, освіта, позапартійна              | 26.03.2006   | 31.10.2010      |
| Борисенко Юрій Григорович       | Сільський голова, 1964 року народження, освіта вища, член Партії регіонів | 31.10.2010   |                 |

Примітка: таблиця складена за даними джерела